# Knooppunt Prins Clausplein
Der Knooppunt Prins Clausplein ist ein Autobahnkreuz in der niederländischen Provinz Südholland im Osten von Den Haag. Es verbindet den Rijksweg 4 (A4: Amsterdam–Den Haag–Rotterdam–Bergen op Zoom) mit dem Rijksweg 12 (A12: Oberhausen–Arnhem–Utrecht–Den Haag). Es ist das einzige vollständig als Malteserkreuz gebaute Autobahnkreuz in den Niederlanden.
Benannt ist der Knoten nach Claus von Amsberg (besser bekannt als Prinz Claus, niederländisch Prins Claus), dem ehemaligen Prinzgemahl der niederländischen Königin Beatrix, der im Oktober 2002 verstarb. Es war damals das erste Autobahnkreuz in den Niederlanden, das nach einem lebenden Menschen benannt wurde. Der Anhang plein stammt aus der Zeit, als der Knoten noch ein Kreisverkehr (niederländisch Verkeersplein) war. Bevor der Knoten 1985 seinen heutigen Namen erhielt, hieß er Knooppunt Leidschendam.

## Geschichte

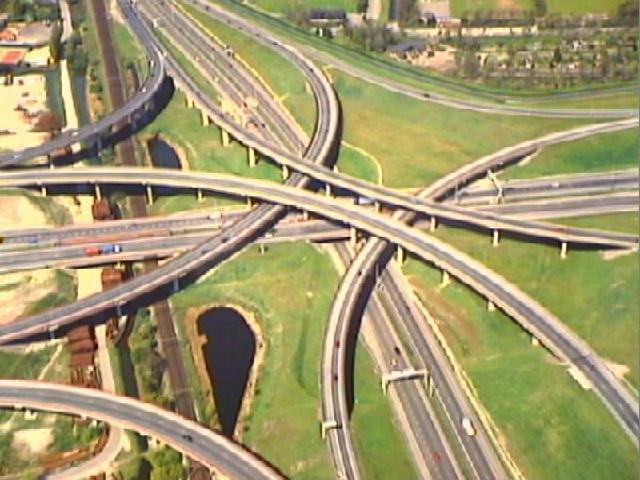
Der Knooppunt Prins Clausplein im Jahr 1997

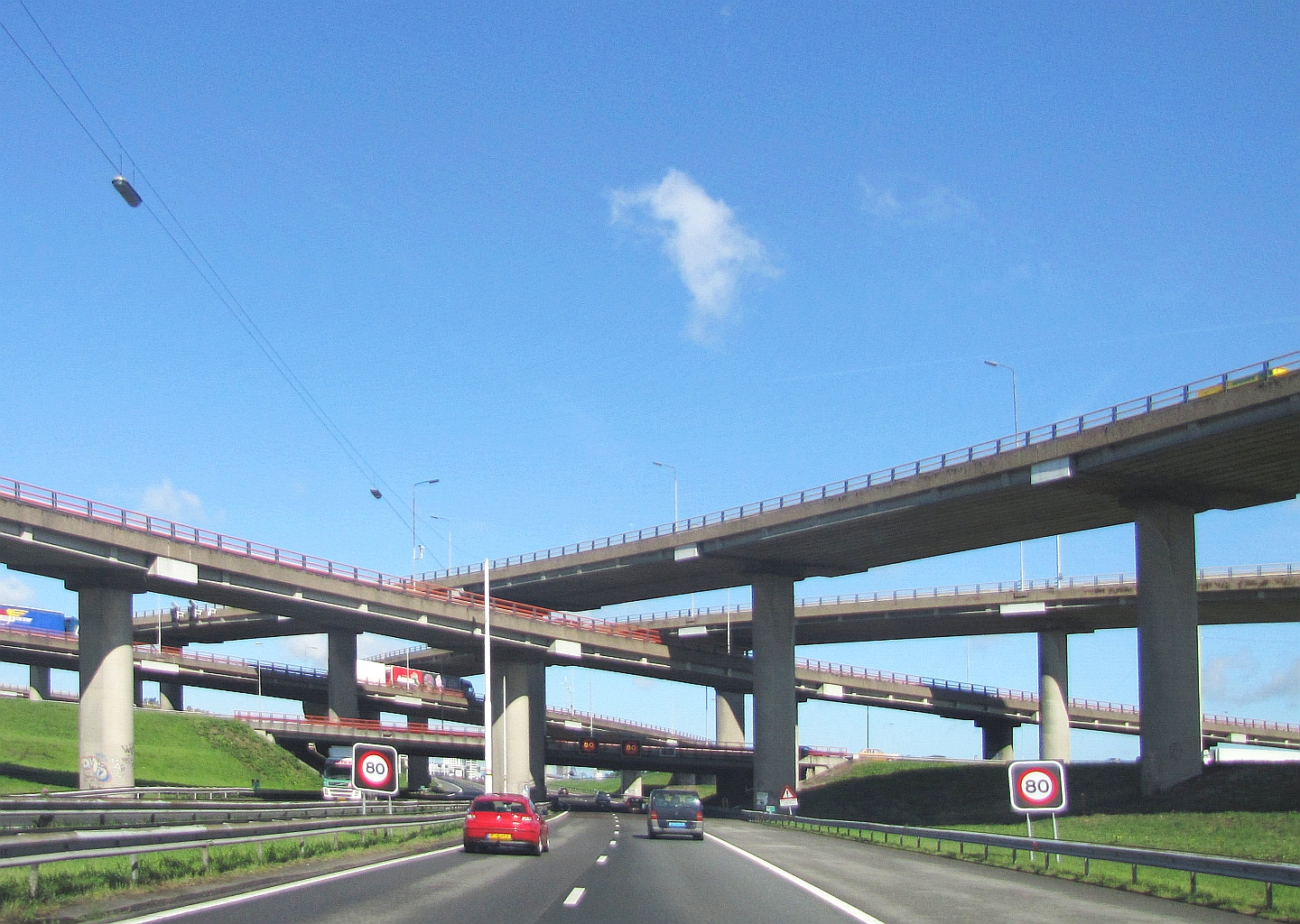
Knooppunt Prins Clausplein mit fünf kreuzenden Brückenbauwerken (Foto 2011)

### Verkeersplein Leidschendam
Der Knoten wurde am 31. August 1957 als Knooppunt Leidschendam mit der Eröffnung der A4 zwischen dem Knooppunt Ypenburg und dem Knooppunt Leidschendam für den Verkehr freigegeben. Bereits in den 1940er Jahren war mit dem Bau des Teilstücks begonnen worden, die Arbeiten mussten aber im Laufe des Zweiten Weltkrieges vorübergehend eingestellt werden und wurden erst wieder 1954 aufgenommen. Bereits 15. April 1937 wurde die A12 im Bereich des Knotens fertiggestellt und einige Jahre später weiter Richtung Osten bis nach Gouda erweitert. Ein halbes Jahr später wurde die A4 am 11. Februar 1958 nördlich des Kreuzes bis nach Hoogmade fertig gestellt und an den Knotenpunkt in Kreisverkehr-Bauform angeschlossen.

### Knooppunt Prins Clausplein
Im Jahr 1983 wurde die A12 im Kreuz auf sechs Fahrspuren ausgebaut. In den 1980er Jahren stellte sich dennoch heraus, dass der Kreisverkehr dem steigenden Verkehrsaufkommen nicht mehr gerecht wurde und dass ein Knoten mit einer höheren Kapazität benötigt wurde. In den Folgejahren wurde der Knoten in ein malteserkreuzförmiges Autobahnkreuz umgebaut und am 20. Juni 1985 unter neuem Namen eröffnet.

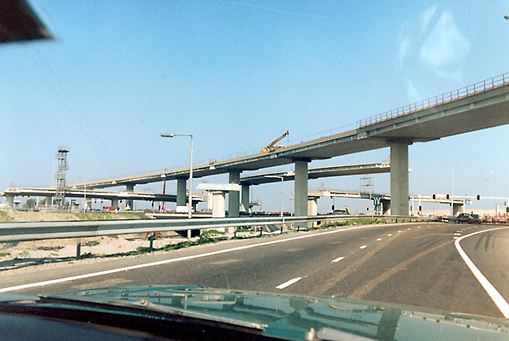
Die A12 Richtung Utrecht im Knooppunt Prins Clausplein während des Umbaus

Im Jahr 1998 wurde das Geflecht südlich des Knotens vor dem Knooppunt Ypenburg und die damit entstandene Parallel-Fahrbahn eröffnet und später im Jahr 1999 erweitert, sodass die A4 in dem Bereich zehnspurig ist. 2005 wurde das Tempolimit auf der A12 in Den Haag und bis zum Knooppunt Prins Clausplein auf 80 km/h gesenkt, ehe es 2012 stadtauswärts wieder auf 100 km/h erhöht wurde.

## Bauform
Das Autobahnkreuz ist als vollständiges Malteserkreuz gebaut und ist das einzige seiner Bauart in den Niederlanden und eins von wenigen in Europa. Das Kreuz besteht dabei aus vier Schichten. Auf der untersten Schicht verläuft die A12, darüber die A4. Auf der dritten Ebene liegen die halbdirekten Verbindungsrampen von Amsterdam Richtung Utrecht und von Rotterdam Richtung Den Haag. Auf der obersten Ebene sind die halbdirekten Verbindungsrampen von Den Haag Richtung Amsterdam und von Utrecht Richtung Rotterdam.
Südlich und nördlich des Knotens verfügt die A4 jeweils über eine Parallelfahrbahn bis zum Knooppunt Ypenburg und bis zur Ausfahrt Leidschendam. Im Süden des Knotens kann mittels eines Geflechtes zwischen der Haupt- und Parallelfahrbahn gewechselt werden. Die A12 hat im Bereich des Kreuzes keine Parallelfahrbahn, ist dort aber sechsspurig ausgebaut. Die Verbindungsrampen von Rotterdam Richtung Den Haag und Utrecht sowie von Den Haag und Utrecht nach Rotterdam sind jeweils zweispurig, die restlichen jeweils einspurig ausgebaut.
Das Kreuz ist vollständig von bebautem Gebiet umgeben. Im Norden liegt die Gemeinde Leidschendam, im Osten der Den Haager Stadtteil Leidschenveen und im Süden befinden sich die Stadtteile Ypenburg und Nootdorp. Im Süden verläuft die Bahnstrecke Gouda–Den Haag parallel und auf gleicher Höhe mit der A12 durch den Knoten, der mit insgesamt 5 Brückenbauwerken unterquert wird.